# ماي فوجي
ماي فوجي (12 أبريل 1989 في اليابان - ) (بالكانا:ふじい まい) هي لاعبة كرة طائرة يابانية.

## وصلات خارجية
- ماي فوجي على موقع الدوري الياباني (مؤرشف) (اليابانية)